# هویلاکلو (تاکنا)
هویلاکلو (به اسپانیایی: Huilacollo) یک کوه در پرو است که در Peru, Tacna Region, Candarave Province واقع شده‌است. هویلاکلو ۵٬۰۰۰ متر بالاتر از سطح دریا واقع شده‌است.